# Liegi-Bastogne-Liegi 2001
La Liegi-Bastogne-Liegi 2001, ottantasettesima edizione della corsa, valida come prova della Coppa del mondo di ciclismo su strada 2001, fu disputata il 22 aprile 2001 per un percorso di 258 km. Fu vinta dallo svizzero Oscar Camenzind, al traguardo in 6h42'38" alla media di 38,447 km/h.
Dei 196 corridori alla partenza furono in 111 a portare a termine la gara.

## Squadre partecipanti
| N.      | Cod. | Squadra                          |
| ------- | ---- | -------------------------------- |
| 1-8     | MAP  | Mapei-Quick Step                 |
| 11-18   | RAB  | Rabobank                         |
| 21-28   | LOT  | Lotto-Adecco                     |
| 31-38   | FAS  | Fassa Bortolo                    |
| 41-48   | DFF  | Domo-Farm Frites                 |
| 51-58   | COF  | Cofidis, le Crédit par Téléphone |
| 61-68   | TEL  | Team Deutsche Telekom            |
| 71-78   | ONC  | ONCE                             |
| 81-88   | USP  | US Postal Service                |
| 91-98   | MER  | Mercatone Uno-Stream TV          |
| 101-108 | LIQ  | Liquigas-Pata                    |
| 111-118 | SAE  | Saeco Macchine per Caffè         |
| 121-128 | CST  | CSC-WorldOnline                  |

| N.      | Cod. | Squadra                        |
| ------- | ---- | ------------------------------ |
| 131-138 | EUS  | Euskaltel-Euskadi              |
| 141-148 | LAM  | Lampre-Daikin                  |
| 151-158 | TAC  | Tacconi Sport-Vini Caldirola   |
| 161-168 | MER  | Mercatone Uno-Stream TV        |
| 171-178 | C.A  | Crédit Agricole                |
| 181-188 | KEL  | Kelme-Costa Blanca             |
| 191-198 | BAN  | iBanesto.com                   |
| 201-208 | FES  | Festina-Lotus                  |
| 211-218 | COA  | Team Coast                     |
| 221-228 | VDC  | Ville de Charleroi-New Systems |
| 231-238 | LAN  | Landbouwkrediet-Colnago        |
| 241-248 | COS  | Collstrop-Palmans              |

## Ordine d'arrivo (Top 10)
| Pos. | Corridore            | Squadra       | Tempo    |
| ---- | -------------------- | ------------- | -------- |
| 1    | Oscar Camenzind      | Lampre        | 6h42'38" |
| 2    | Davide Rebellin      | Liquigas      | s.t.     |
| 3    | David Etxebarria     | Euskaltel     | s.t.     |
| 4    | Francesco Casagrande | Fassa Bortolo | s.t.     |
| 5    | Michael Boogerd      | Rabobank      | s.t.     |
| 6    | Raimondas Rumšas     | Lampre-Daikin | a 25"    |
| 7    | Marcos Serrano       | ONCE-Eroski   | s.t.     |
| 8    | Erik Dekker          | Rabobank      | s.t.     |
| 9    | Markus Zberg         | Rabobank      | s.t.     |
| 10   | Beat Zberg           | Rabobank      | s.t.     |